# ラッサナ・ディアッラ
ラサナ・"ラス"・ディアラ・モスタファ（Lassana "Lass" Diarra Mostafa, 1985年3月10日 - ）は、フランス出身の元サッカー選手。ポジションはミッドフィールダー、ディフェンダー。マリにルーツを持つ。レアル・マドリード時代の登録名は「ラス(Lass)」。

## 経歴
ル・アーヴルACでプロデビュー。その後チェルシーがクロード・マケレレの後継者として獲得したことで注目を浴びる。2006-07シーズンに入ってからエイドゥル・グジョンセンやマニシェの退団もあり出場機会が増えた。また、チームメイトのパウロ・フェレイラの不調により右サイドバックに入ることもあった。
2007年8月、同じイングランドのロンドンにある、アーセナルFCへと移籍した。しかしレギュラーポジションを掴むことができず、わずか4ヶ月あまりでポーツマスへと移籍。ポーツマス入団当初はニコ・クラニチャールと、どちらがFKを蹴るか何度か試合中にもめたこともあった。
2009年1月、スペインのレアル・マドリードに移籍した。レアル・マドリードでは既にマアマドゥ・ディアッラがいる為、登録名はLASS（ラス）となり、自身もラスと呼んで欲しいと入団会見で述べた。背番号は入団当初は怪我で離脱していたディアラがつけていた6番であったが、2009年夏の移籍市場で多くの選手が入れ替わり、またディアラが復帰したこともあり、2009-10シーズンからラスは昨シーズンまでヴェスレイ・スナイデルがつけていた10番をつけることになった。2009-10シーズン前半はチームの中心メンバーとして活躍していたが、シーズン後半は負傷やフェルナンド・ガゴの復調などで出場機会を失い、厳しい状況になった。
翌シーズン、メンバーが多く入れ替わったチームの完成度を高めるために、新監督ジョゼ・モウリーニョは序盤戦スターティングメンバーを固定し、出場機会に恵まれなかったラスは移籍の可能性を示唆した。モウリーニョもシーズン終了後のプレシーズンツアーにラスを帯同させず、2010-11シーズンにラスがつけていた背番号10番をプレシーズンマッチでメスト・エジルが着用していたことなどからその動向が注目を集めていたが、最終的に残留することとなった。
2012年8月31日、FCアンジ・マハチカラに移籍が合意。しかし、2013年8月にアンジが経営規模の縮小を打ち出し、放出候補になった。同年8月、ロコモティフ・モスクワに移籍決定。ロコモティフ・モスクワ側が同意なしに一方的に給与を引き下げたことを理由にクラブを退団したが、クラブから退団が不当であると訴えられ、スポーツ仲裁裁判所はロコモティフ・モスクワ側の主張を支持し、1000万ユーロの罰金処分を受けた。
2015年8月、約1年の無所属期間を経て、母国の強豪オリンピック・マルセイユに加入した。2017年2月14日、双方合意の下で契約を解消し退団した。
2017年7月17日、UAEリーグのアル・ジャジーラ・クラブに加入した。12月24日、クラブを双方合意の下で退団した。
2018年1月23日、パリ・サンジェルマンFCと2019年6月30日までの契約を結んだ。2019年2月19日、契約が解除され退団した。
2019年2月21日、自身のインスタグラムにて現役を引退することを発表した。

## 代表歴
U-21フランス代表で活躍し、レイモン・ドメネクによってフル代表初招集を受けた。2007年3月24日、ユーロ予選の対リトアニア戦でマケレレとともに先発出場を果たした。その後もEURO2008前の親善試合で、負傷していたヴィエラの抜けた穴にラスが入り、マケレレと組みディフェンシブハーフを試されたが、結局本大会ではレギュラーは掴めなかった。
2010 FIFAワールドカップの代表候補にも選ばれていたが、腸の疾患のため出場を断念することが発表された。
2016年5月、UEFA EURO 2016の代表メンバーに選出された。しかし、左膝の負傷により代表メンバーから離脱することが発表された。

## タイトル
クラブ
チェルシーFC
- FAカップ 2007
- フットボールリーグカップ 2007

ポーツマスFC
- FAカップ 2008

レアル・マドリード
- プリメーラ・ディビシオン 2011-12
- コパ・デル・レイ 2010-11
- スーペルコパ・デ・エスパーニャ 2012

パリ・サンジェルマンFC
- クープ・ドゥ・ラ・リーグ 2017-18
- クープ・ドゥ・フランス 2017-18
- リーグ・アン 2017-18
- トロフェ・デ・シャンピオン 2018